# Frederic Bassols i Costa
Frederic Bassols i Costa (Vic, 12 de març de 1862 - Vic, 6 de setembre de 1932) fou un polític monàrquic gironí, diverses vegades alcalde de la ciutat.
Nascut a Vic el 1862 i casat amb Maria Negre i Cors, desenvolupà la seva vida professional com a procurador dels tribunals.
En política anà evolucionant des del catalanisme, el 1897 estava integrat a Unió Catalanista, fins a l'espanyolisme liberal. El 1903 fou elegit regidor de l'Ajuntament de Girona, per la Unió Monàrquica i el 1906 passà a ésser alcalde per primera vegada. Tornà a ésser escollit per a l'Ajuntament a les eleccions de 1909, 1911, 1915 i 1920 i exercí l'alcaldia de la ciutat durant els períodes de 1906 a 1907, 1917, de 1918 a 1920, 1923 i de 1925 a 1927. Les dues darreres vegades, degué el seu nomenament a l'adhesió entusiasta que prodigà al cop d'estat encapçalat pel capità general de Barcelona, Miguel Primo de Rivera. Durant la dictadura d'aquest, fou un dels homes de confiança del Directori i, després d'alcalde, ocupà el càrrec de president de la Diputació de Girona, entre 1927 i 1930.
A la caiguda de Primo de Rivera, el retorn constitucional del general Dámaso Berenguer el tornà a dur a una regidoria de l'Ajuntament, malgrat la seva relació amb la dictadura, per la seva condició d'ex-regidor als governs municipals anteriors al cop d'estat. Hi estigué, doncs, de 1930 a 1931 i, a les eleccions del 12 d'abril de 1931 tornà a ésser escollit regidor, per la Unió Monàrquica.
El 6 de setembre de 1932, moria a Vic als 70 anys.